# Linia tramwajowa

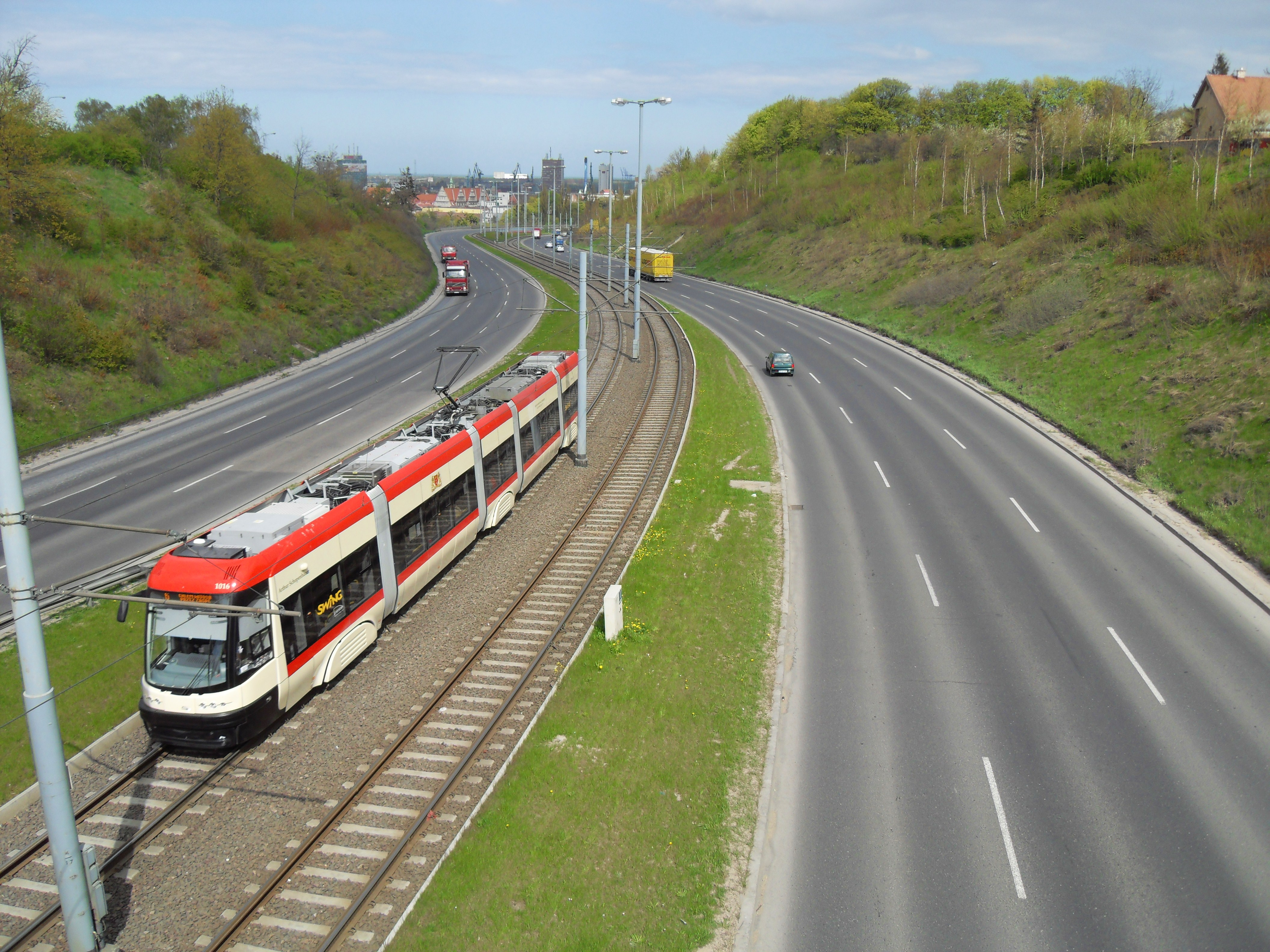
Linia tramwajowa

Linia tramwajowa – tor tramwajowy albo tory tramwajowe wraz z obiektami budowlanymi, urządzeniami oraz instalacjami, stanowiącymi całość techniczno-użytkową, przeznaczoną do prowadzenia ruchu tramwajów oraz obsługi pasażerów, w tym perony tramwajowe, ciągi piesze, chodniki i drogi rowerowe.